# Усі ненавидять Кріса
«Усі ненавидять Кріса» (англ. Everybody Hates Chris) — американський напівавтобіографічний ситком, натхненний спогадами відомого коміка Кріса Рока про його підліткові роки.
Шоу є сімейним ситкомом, заснованим на спогадах Кріса Рока про життя у дружній афроамериканській родині, що мешкає в 1980-ті роки в заполоненому наркотиками та бандами Бедфорд-Стуйвесанті, околиці Брукліна, Нью-Йорк, а також відвідування державної середньої школи, де навчаються переважно білі діти. Кріс Рок як оповідач протягом всього шоу розповідає про події, що відбуваються, та озвучує думки свого молодого «я» того часу.
Ситком створений Крісом Роком і Алі Леруа для каналу Fox, у 2005 році його придбав для показу канал UPN. Після об’єднання IPN із The WB, три сезони шоу показували на новому каналі CW. У 2009 році Кріс Рок оголосив про кінець серіалу.

## Основні персонажі
- Тайлер Джеймс Вільямс  — юний Кріс Рок, підліток-ботан.
- Террі Крюс — Джуліус, турботливий, працьовитий, але скупий батько Кріса.
- Тичіна Арнольд — Рошель, любляча, добропорядна, вимоглива, темпераментна, дисциплінована мати Кріса.
- Текуан Річмонд — Дрю, спокійний, гарний, популярний серед інших, спортивний, молодший брат Кріса.
- Імані Хакім — Тоні, молодша сестра Кріса, розпещена батьком і часто недоброзичлива до Кріса.
- Вінсент Мартелла — Ґреґ Вулігер, найкращий друг Кріса, його однокласник-ботан.

## Список епізодів
| Сезон | Сезон | Епізоди | Прем’єрний показ | Прем’єрний показ |
| Сезон | Сезон | Епізоди | Початок          | Завершення       |
| ----- | ----- | ------- | ---------------- | ---------------- |
|       | 1     | 22      | 22 вересня 2005  | 11 травня 2006   |
|       | 2     | 22      | 1 жовтня 2006    | 14 травня 2007   |
|       | 3     | 22      | 1 жовтня 2007    | 18 травня 2008   |
|       | 4     | 22      | 3 жовтня 2008    | 8 травня 2009    |